# Thenewno2
Thenewno2 (skrivs oftast: thenewno2) är en engelsk rockgrupp som består av Dhani Harrison (son till före detta Beatles-medlem George Harrison) och Oliver Hecks. Harrison sjunger och spelar gitarr och synthesizer; Oliver Hecks är trumslagare.

## Diskografi
Album
- You Are Here (2008)
- thefearofmissingout (2012)
- Beautiful Creatures (2013)

EPs
- EP001 (2006)
- EP002 (2011)

Singlar
- "Another John Doe" (2008)
- "Choose What You're Watching" (2008)
- "One Way Out" (2011)
- "Live a lie" (2011)